# Pass
För andra betydelser, se Pass (olika betydelser).

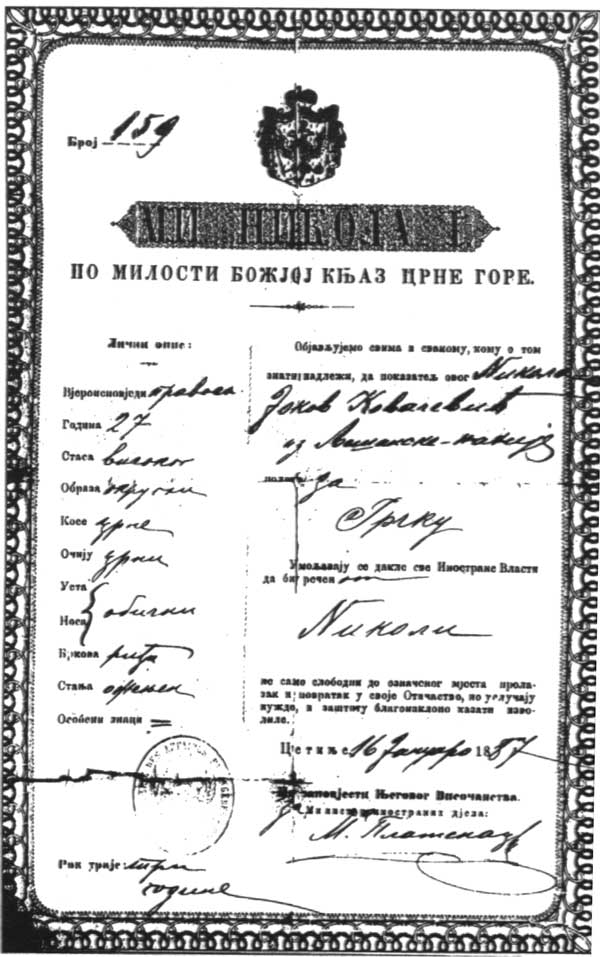
Montenegrinskt pass från 1887.

Ett pass är en formell identitetshandling och resehandling utfärdat av en statlig myndighet (passmyndighet) som identifierar innehavaren som en nationell medborgare. Pass används som en internationell legitimationshandling främst vid gränskontroller, men även i andra sammanhang såväl nationellt som internationellt.
Passhandlingar är bundna till internationella lagar och gäller som identifiering av person och medborgarskap vid besök i andra länder. Pass innehåller (numera) innehavarens fotografi, underskrift, födelsedata, nationalitet och även andra uppgifter. Det innehåller också plats för myndighetsstämplar och påklistrade dokument. Passet gäller som identitetshandling vid resa i princip till alla världens länder, även om det ofta dessutom behövs tillstånd, visum med mera för att besöka ett land, något som skrivs, stämplas, häftas eller klistras in i passet.
Det moderna passtvånget infördes i Europa i och med första världskrigets utbrott 1914. Det har sedan dess gällt för resor mellan länder (med undantag för bilaterala överenskommelser såsom den gemensamma resezonen mellan Storbritannien och Irland och den nordiska passunionen), ända tills Schengensamarbetet införde nya regler.
Sedan 1982 är det ICAO (FN:s luftfartsmyndighet) som beslutar om standarder för pass. EU har infört hårdare regler för utformning av sina länders pass. USA driver på utvecklingen av pass med bättre säkerhet och mer information.

## Passtyper

### Vanligt pass
Ett vanligt pass är till för allmänheten. De utfärdas av en statlig myndighet.

#### Svenska pass

En svensk passbok

I Sverige är det Polismyndigheten som är passmyndighet inrikes, medan det är ambassader samt vissa generalkonsulat som är passmyndighet utomlands. Det är inte nödvändigt att ansöka om pass på den ort var man är bosatt utan det går bra att ansöka om pass på vilken ort som helst. 
Ett nytt uppdaterat pass med fler säkerhetsdetaljer, bland annat foton i både färg och svartvitt, infördes i början av januari 2012. Ett svenskt pass har sedan 2016 en giltighetstid på fem år för vuxna och på tre år för barn under 12 år.
Den personal inom Polismyndigheten som handlägger passansökningar benämns passhandläggare.

### Provisoriskt pass
Provisoriskt pass är ett pass som utfärdas snabbt utan fulla kontroller och med sämre säkerhetsdetaljer. Det tar bara omkring 5 minuter att söka och få skapat ett provisoriskt pass. Endast ett fåtal passexpeditioner i Sverige utfärdar provisoriska svenska pass. Dessutom utfärdar svenska ambassader och konsulat i utlandet dem. Giltighetstiden för ett provisoriskt pass är maximalt sju månader, men får endast användas inför nära förestående resor och omhändertas vid ankomsten tillbaka till Sverige i de fall man går igenom passkontroll. Ansökningsavgiften är 980 kronor i Sverige och 1600 kr på ambassader och konsulat.

### Diplomatpass

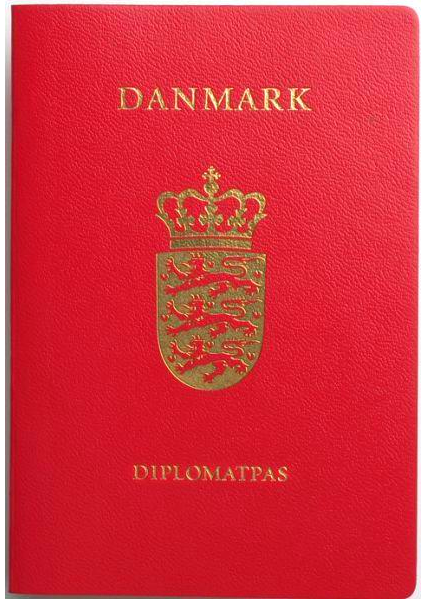
Ett danskt diplomatpass

Diplomatpass är pass som används av diplomater (t.ex. ambassadpersonal och konsulatpersonal) samt innehavare av vissa högre statliga ämbeten såsom ministrar. Ett innehav av diplomatpass visar inte automatiskt på diplomatisk immunitet och ger inte i sig visumfrihet men till vissa länder behöver innehavare av diplomatpass inte visum medan innehavare av vanligt pass behöver det - detta gäller t.ex. mellan Ryssland och de länder som är medlemmar i EU. Diplomatisk immunitet ges av endast av regeringen där diplomaten är stationerad. I andra länder måste visum, om det behövs, sökas på vanligt sätt.

### Tjänstepass
Tjänstepass är ett pass som används av statstjänstemän för officiella resor. I Sverige utfärdas tjänstepass i regel endast till högre statstjänstemän samt även andra tjänstemän som tillhör UD utan att vara diplomater eller som tjänstgör för SIDA i Sverige och har många officiella resor.

### Familjepass
Familjepass fanns förr, där barnen angavs i föräldrarnas pass. Numera måste barn ha egna pass. Då kan de också resa med andra släktingar, eller gruppresor utan föräldrar. För att hindra bortförande av barn kan vissa intyg krävas vid resor med en förälder och barn. Ännu längre tillbaka kunde fruar skrivas in i sina mäns pass, men då kunde hon inte resa utan honom.

### Främlingspass
Främlingspass ges till personer som inte kan erhålla ett pass från det land som de själva är medborgare i; i vissa fall utfärdas också främlingspass till de vars medborgarskap är oklart eller till statslösa. I huvudsak brukar dock statslösa istället erhålla vad som kallas för resedokument enligt 1951 års Genèvekonvention.

### Resedokument
Resedokument är ett slags pass som utfärdas enligt 1951 års Genèvekonvention och ges till personer med status som flyktingar samt till vissa statslösa. Ett resedokument berättigar innehavaren till fri inresa i de länder som anslutit sig till konventionen.

### Övriga
Andra passtyper som utfärdas i olika länder är "Grupp-pass", "Inrikespass" med flera.

## Utformning

### EU-passet
Inom EU finns gemensamma regler för pass utöver FN-reglerna, vilket regleras i EU-bestämmelser som har slagits fast i flera olika resolutioner och beslut sedan 1980-talet.
På databladet som finns på sida 4 finns följande information tryckt: Passtyp, Landskod, Passnummer, Efternamn, Tilltal- och andranamn, Nationalitet, Längd, Födelsedatum, Personnummer, Kön, Födelseort, Myndighet, Utfärdningsdatum, Sista giltighetsdag, Namnteckning samt bild.
Dessutom finns två maskinläsbara rader med en del av denna information.
Bland säkerhetsdetaljerna finns bland annat en holografisk bild med det separata landets statsvapen, en bild på innehavaren som syns när passet riktas mot ljus, ett antal vinkelbilder (bilder som syns i olika vinklar) samt en bild på väderstreckspilen som är synlig i UV-ljus.
Dessutom finns ett datachip (RFID) som innehåller det som kallas biometrisk data. Från 2005 till 2009 var det bilden på ansiktet, och sedan 28 juni 2009 även fingeravtryck.
EU-passet gäller som legitimation inom medlemsländerna, till exempel på banken och vid kontokortsköp, sedan 2009 även i Sverige. Icke-EU-pass och äldre pass från medlemsländerna gäller inte utan vidare för många länder, vilket skapat stora problem för en del som flyttat till EU-länder, inte minst Sverige. Fortfarande (2016) kan banker avvisa EU-pass från andra länder än Sverige, eftersom de inte har svenska personnummer, även om innehavaren är bosatt i Sverige, och hänvisa till skattemyndigheten där svenska id-kort utfärdas sedan 2009.

### Maskinläsbarhet och biometri
Nu (sedan 1990-talet) gällande standarder för pass innebär att de ska innehålla en maskinläsbar zon. Detta är en vit yta längs långsidan av identitetssidan, som innehåller viss data utformad så att en dator med en kamera kan tolka det. Denna data innehåller namn, kod för land, födelsedatum, kön, passets nummer och utfärdande- och utgångsdatum och en del annan information. Endast de stora bokstäverna A-Z, siffror och vinkelparentesen "<" (som ersätter blanktecken) får användas. Svenska Å,Ä,Ö skrivs AA,AE,OE, annars brukar diakritiska tecken helt enkelt strykas i zonen. Det kan vara en bra idé att för utrikes flygbiljetter skriva namnet stavat exakt som i den maskinläsbara zonen, eftersom många länder har svårt med Å,Ä,Ö, samt hänvisa till denna zon om det ställs frågor.
Nyare pass (sedan 00-talet) kan också innehålla ett  kontaktlöst läsbart chip (RFID) där det lagras ytterligare information, vilket kan vara foto (av huvudet), fingeravtryck och iris. Dessa pass kallas biometriska pass (även e-Pass) och har införts i många av världens länder. USA kräver sådana pass för de som ska resa in med ESTA (elektroniskt inresetillstånd). Dessa pass har följande symbol på utsidan: 
Även en del andra officiella resedokument, såsom vissa nationella identitetskort innehåller en maskinläsbar zon och ett biometriskt chip. Även dessa nationella identitetskort har i förekommande fall ovanstående symbol på kortets framsida. Även visum kan ha en maskinläsbar zon, dock inte chip.

## Stämpling
Det är vanligt att passet stämplas vid varje gränskontroll, särskilt vid inresa och oftast vid utresa. Det finns många sidor reserverade för det i passet. Stämplingen görs för att andra myndighetspersoner skall kunna se att personen rest in via en officiell passkontroll och hade rätt till inresa, samt hur länge personen varit i landet. Det brukar finnas en tidsgräns för det.
Enligt gemensamma EU-bestämmelser skall pass som tillhör medborgare i EU/EES/Schweiz inte stämplas vid in- eller utresa till/från de länderna. En familjemedlem till en medborgare i EU/EES/Schweiz som har uppehållstillstånd eller uppehållsrätt skall inte heller få sitt pass stämplat vid in- eller utresa inom EU/EES/Schweiz , oavsett vilket land familjemedlemmen är medborgare i. Detsamma gäller i vissa länder inom EU/EES/Schweiz, bl.a. Schweiz, Slovenien och Tyskland, för innehavare av uppehållstillstånd i ett Schengenland. Samtliga övriga medborgare skall få sina pass stämplade både vid in- och utresa till/från Schengenområdet. Det finns några få undantag som gäller i vissa gränsområden, avseende personer som bor i gränsområdet och har särskilda ID-kort för att få passera gränsen till/från Schengen inom ett mycket begränsat geografiskt område.
Inom många muslimska länder får personer som tidigare besökt Israel inte besöka landet. Det avslöjas om israelisk stämpel eller egyptisk eller jordansk stämpel från israeliska gränsen finns i passet. Av detta skäl utfärdar svensk polis två pass till diplomater och vissa andra personer som reser mycket till både arabländer och till Israel. Det går att få ett andra pass även i vissa andra fall, såsom om man behöver ha passet hos ambassad för visumansökan och ändå resa.

## Förfalskning och stölder av pass
Det förekommer att pass förfalskas och att personer olovligen använder andra personers pass. Det har dock blivit svårare i och med passens tekniska utveckling. För vissa länder såsom Irak och Afghanistan förekommer det att äkta pass ändå är felaktiga eftersom de är utfärdade på falska personbevis, födelseattester med mera. Syftet med detta har med all sannolikhet varit att underlätta för innehavarna av de falska passen att söka asyl i länder där irakier har lätt att få asyl. Till exempel konstaterade norsk polis januari 2007 att den irakiska ambassaden i Stockholm utfärdat 26 000 irakiska pass på felaktiga grunder. Bland de som fått dessa pass finns människor från Syrien, Iran, Turkiet och Libanon.
Det sker också en omfattande svart handel med tillgripna pass, i Danmark rapporterades 35.000 pass tillgripna under 2013 och att ett danskt pass kan säljas för 10000 DKK styck. Ett tillgripet pass upptäcks enkelt vid kontroll, men Interpol rapporterade att med sina 40 miljoner stulna pass i sin databas är det bara tre länder som systematiskt kontrollerar flygpassagerare: USA, Storbritannien och Förenade arabemiraten. Ett pass kan enligt svensk lagstiftning inte stjälas då passen saknar ekonomiskt värde på den öppna marknaden. Att olovligen ta någon annans pass räknas därför i stället som egenmäktigt förfarande.
Islamiska staten intog enligt amerikanska källor år 2015 ett passtryckeri i Syrien och är därmed kapabelt att förfalska syriska pass. Förfalskade syriska pass har hittats hos två av förövarna iblandade i terrordåden i Paris i november 2015.

## Passfrihet
I vissa fall tillåts man resa mellan två länder utan pass. Ofta är det ändå identitetskontroll. Oftast behöver man också ett särskilt identitetskort som visar medborgarskap. Det kan också vara frihet från passkontroll vid gränsen, men att pass ändå behövs och kontrolleras till exempel på hotell och flygplatser.
- Inom Norden. Enligt den nordiska passunionen är det normalt inga personkontroller vid gränsen och nordisk godkänd legitimation (som inte behöver visa medborgarskap) gäller vid gränsen, för flyg, på hotell och liknande, dock oftast inte på banken och liknande, där inhemsk legitimation behövs. På Färöarna (vid ankomst från Schengen) och Grönland är det ingen passkontroll vid gränsen (men väl av flygbolaget vid incheckning och gaten), så nordiska medborgare kan ha med sig valfri legitimation.
- Inom Europa (utom Ryssland, Turkiet, Ukraina och Vitryssland) samt till Georgien och utomeuropeiska franska territorier godkänns nationellt id-kort för EU-medborgare. Inom Schengenområdet är det normalt inga passkontroller vid gränsen. Dock krävs pass eller nationellt id-kort vid resa från Sverige till EU-länder utanför Schengenområdet, medan pass krävs för direktresor från Sverige till länder utanför både EU och Schengen, även ifall nationella ID-kort godtas från mållandets sida.[11]f
- Mellan Storbritannien och Irland. Vid den nordirländska landgränsen är det ingen kontroll alls. För flyg och båt är det kontroll (även inrikes), fastän britter eller irländare kan ha id-kort eller körkort från dessa länder. Övriga behöver pass (eller nationellt id-kort från EU-länder).[12]
- Mellan USA och Kanada är det passkontroll. Det finns vissa passliknande kort (till exempel NEXUS) som accepteras, som endast medborgare eller fast bosatta i de två länderna kan få.
- Inom Sydamerika (utom Franska Guyana, Guyana och Surinam) kan man resa med nationella id-kort från länderna.
- Guatemala, El Salvador, Honduras och Nicaragua har avskaffat passkontroll vid landgränsen mellan länderna (CA-4-avtalet), men man behöver ha pass eller nationella id-kort i händelse av kontroll, liksom inrikes.